# 282 (číslo)
Dvě stě osmdesát dva je přirozené číslo, které následuje po čísle dvě stě osmdesát jedna a předchází číslu dvě stě osmdesát tři. Římskými číslicemi se zapisuje CCLXXXII a řeckými číslicemi σπβ.

## Matematika
282 je:
- Abundantní číslo
- Nešťastné číslo
- Nepříznivé číslo

## Astronomie
- (282) Clorinde je planetka hlavního pásu, kterou objevil v roce 1889 Auguste Charlois

## Doprava
- Silnice II/282 je česká silnice II. třídy vedoucí na trase Ktová – Rovensko pod Troskami – Lestkov – Železný Brod[1][2][3][4]

## Roky
- 282
- 282 př. n. l.